# Tomate

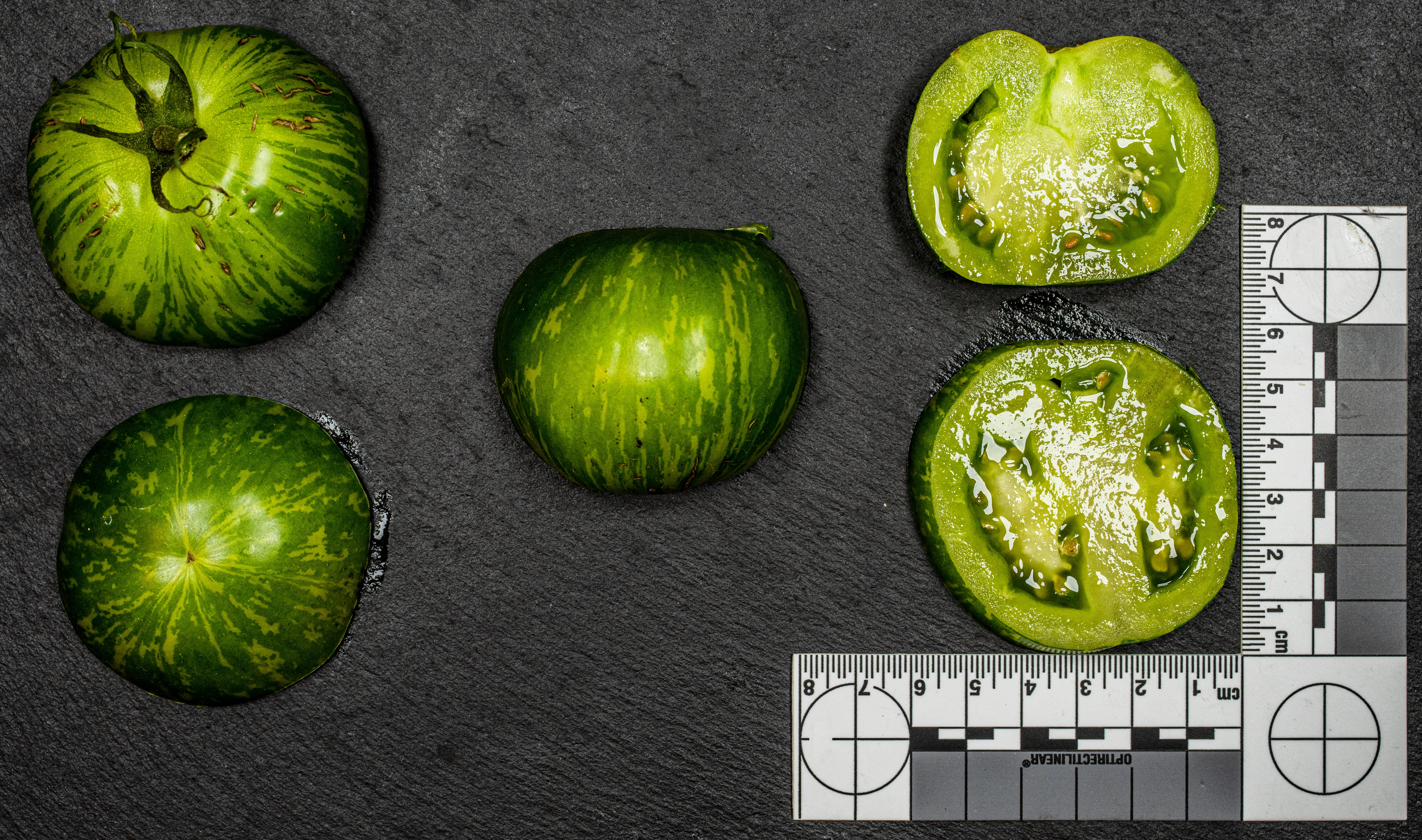
Ansichten der Frucht und Querschnitte, hier eine reife grüne Variante

Die Tomate (Solanum lycopersicum), in Österreich sowie in Südtirol auch der Paradeiser bzw. die Paradeis (seltener Paradeisapfel) genannt, ist eine Pflanzenart aus der Familie der Nachtschattengewächse (Solanaceae). Damit ist sie eng mit anderen Speisegewächsen wie der Kartoffel (Solanum tuberosum), der Paprika (Capsicum) und der Aubergine (Solanum melongena) verwandt, aber auch mit Pflanzen wie der Tollkirsche, der Alraune, der Engelstrompete, der Petunie oder dem Tabak (Nicotiana).
Lange wurde diese Pflanzenart als Liebesapfel, Paradiesapfel oder Goldapfel bezeichnet. Erst im 19. Jahrhundert erhielt sie ihren heute gebräuchlichen Namen „Tomate“. Dieser leitet sich von xītomatl ab, dem Wort für diese Frucht in der Aztekensprache Nahuatl. Umgangssprachlich wird vor allem die als Gemüse verwendete rote Frucht, die eine Beere ist, als Tomate bezeichnet. Ehemalige botanische Namen und Synonyme: Lycopersicon esculentum, Solanum esculentum oder Lycopersicon lycopersicum.

## Beschreibung

### Vegetative Merkmale
Die Tomatenpflanze ist eine krautige, einjährige, zweijährige oder gelegentlich auch ausdauernde Pflanze, die zunächst aufrecht, später aber niederliegend und kriechend wächst. Die einzelnen Äste können dabei bis zu 4 m lang werden. Die Stängel haben an der Basis einen Durchmesser von 10 bis 14 mm, sie sind grün, fein behaart und zur Spitze hin meist filzig behaart. Die Behaarung besteht aus einfachen, einzelligen Trichomen, die bis zu 0,5 mm lang werden, sowie spärlich verteilten meist aus bis zu zehn Zellen bestehenden, mehrzelligen Trichomen mit bis zu 3 mm Länge. Vor allem die längeren Trichome besitzen oft drüsige Spitzen, die der Pflanze einen starken typischen Geruch verleihen.
Die sympodialen Einheiten besitzen meist drei Laubblätter, die Internodien sind 1 bis 6 cm lang, gelegentlich auch länger. Die Laubblätter sind unterbrochen unpaarig gefiedert, 20 bis 35 cm (selten nur 10 cm oder mehr als 35 cm) lang und 7 bis 10 cm (selten nur 3 cm oder mehr als 10 cm) breit. Sie sind beidseitig spärlich behaart, die Trichome gleichen denen der Stängel. Der Blattstiel ist 1,2 bis 6 cm lang oder gelegentlich auch länger.
Die Hauptteilblätter stehen in drei oder vier (selten auch fünf) Paaren. Sie sind eiförmig oder elliptisch geformt, die Basis ist schräg und zur Basis des Gesamtblattes hin herablaufend, abgeschnitten oder herzförmig. Die Ränder sind vor allem nahe der Basis gezahnt oder gekerbt, selten sind sie ganzrandig oder tiefgezähnt oder -gelappt. Die Spitze der Teilblätter ist spitz oder zugespitzt. Das oberste Teilblatt ist meist größer als die seitlichen Teilblätter, 3 bis 5 cm lang und 1,5 bis 3 cm breit. Das Stielchen ist 0,5 bis 1,5 cm lang. Die Spitze ist meist spitz zulaufend. Die seitlichen Teilblätter sind 2 bis 4,5 cm lang und 0,8 bis 2,5 cm breit, sie stehen an 0,3 bis 2 cm langen Stielchen.
Die Teilblätter zweiten Ranges stehen meistens an der der Blattspitze zugewandten Seite der unteren Hauptteilblätter. Sie sind 0,2 bis 0,8 cm lang und 0,1 bis 0,5 cm breit, sie sind aufsitzend oder stehen an einem bis zu 0,4 cm langen Stielchen. Teilblättchen dritten Rangs fehlen. Zwischen den Hauptteilblättern stehen meist sechs bis zehn eingeschobene Zwischenblättchen. Diese sind 0,1 bis 0,8 cm lang und 0,1 bis 0,6 cm breit und stehen an 0,1 bis 0,3 cm langen Stielchen. Scheinnebenblätter werden nicht gebildet.

### Blütenstände und Blüten
Die Blütenstände werden bis zu 10 cm lang, bestehen aus fünf bis fünfzehn Blüten und sind meistens ungeteilt oder selten in zwei Zweige gespalten. Der Blütenstandsstiel ist kürzer als 3 cm und ähnlich den Stängeln behaart. Die Blütenstiele sind 1 bis 1,2 cm lang, das äußere Drittel ist gelenkartig abgeteilt. Die Form des Blütenstandes ist ein Wickel.

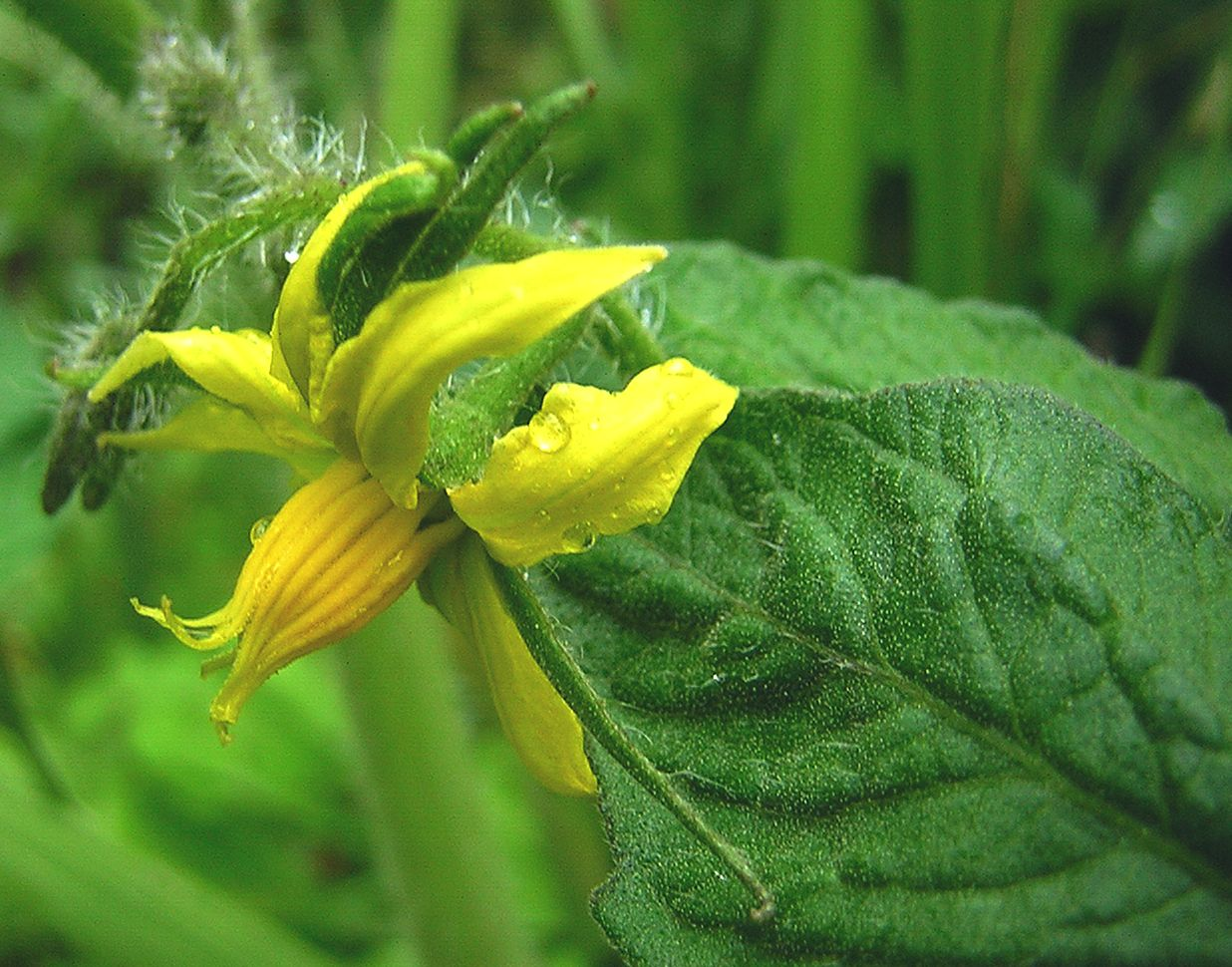
Blüte

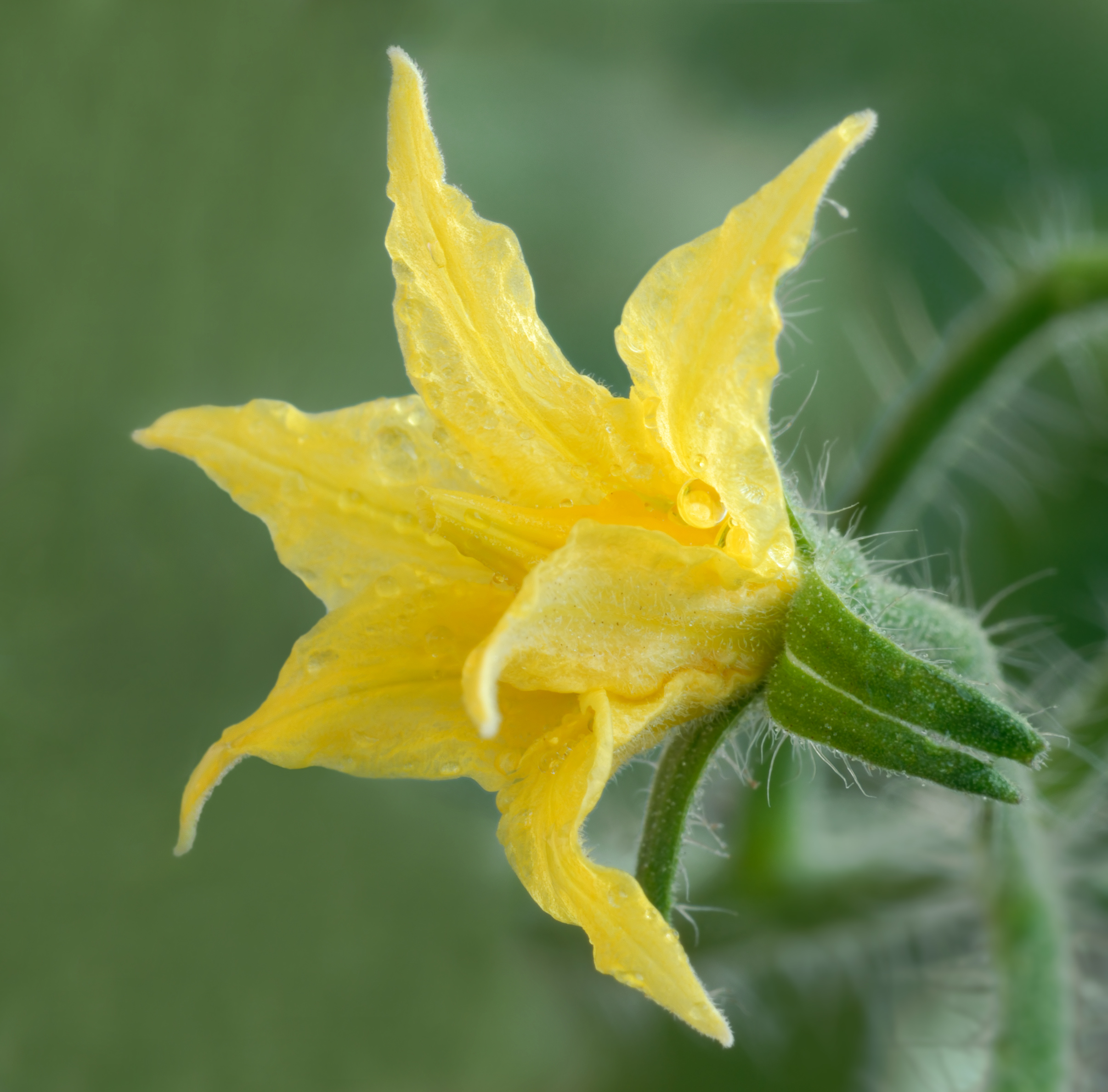
Tomatenblüte

Die Knospen sind 0,5 bis 0,8 cm lang und 0,2 bis 0,3 cm breit und gerade konisch geformt. Vor dem Aufblühen steht die Krone etwa zur Hälfte aus dem Kelch hervor. Die Kelchröhre ist zur Blütezeit sehr fein und mit bis zu 0,5 cm langen Kelchlappen besetzt. Diese sind linealisch geformt, nach vorn zu spitz und mit langen und kurzen, einfachen, einreihigen Trichomen besetzt. Die leuchtend gelbe, fünfeckige Krone hat einen Durchmesser von 1 bis 2 cm, oftmals ist sie gebändert und in einigen Kulturformen auch mit mehr als fünf Zipfeln besetzt. Die Kronröhre ist 0,2 bis 0,4 cm lang, die Kronzipfel sind 0,5 bis 2 cm lang, 0,3 bis 0,5 cm breit, schmal lanzettlich geformt und an der Spitze und den Rändern spärlich mit verschlungenen, einreihigen Trichomen von bis zu 0,5 mm Länge besetzt. Zur Blütezeit sind die Kronlappen abstehend.
Die Staubblätter sind zu einer Röhre verwachsen, diese ist 0,6 bis 0,8 cm lang und 0,2 bis 0,3 (selten bis 0,5) cm breit. Sie ist schmal konisch geformt und gerade. Die Staubfäden sind sehr fein und nur 0,5 mm lang, die Staubbeutel sind 0,4 bis 0,5 cm lang und besitzen an der Spitze einen sterilen Anhang, der 0,2 bis 0,3 cm lang ist und nie mehr als die Hälfte der Gesamtlänge der Staubbeutel ausmacht. Der Fruchtknoten ist konisch, fein drüsig behaart. Der Griffel ist 0,6 bis 1 cm lang und misst weniger als 0,5 mm im Durchmesser. Er steht meist nicht über die Staubblattröhre hinaus. Die Narbe ist kopfig und grün.

### Früchte und Samen

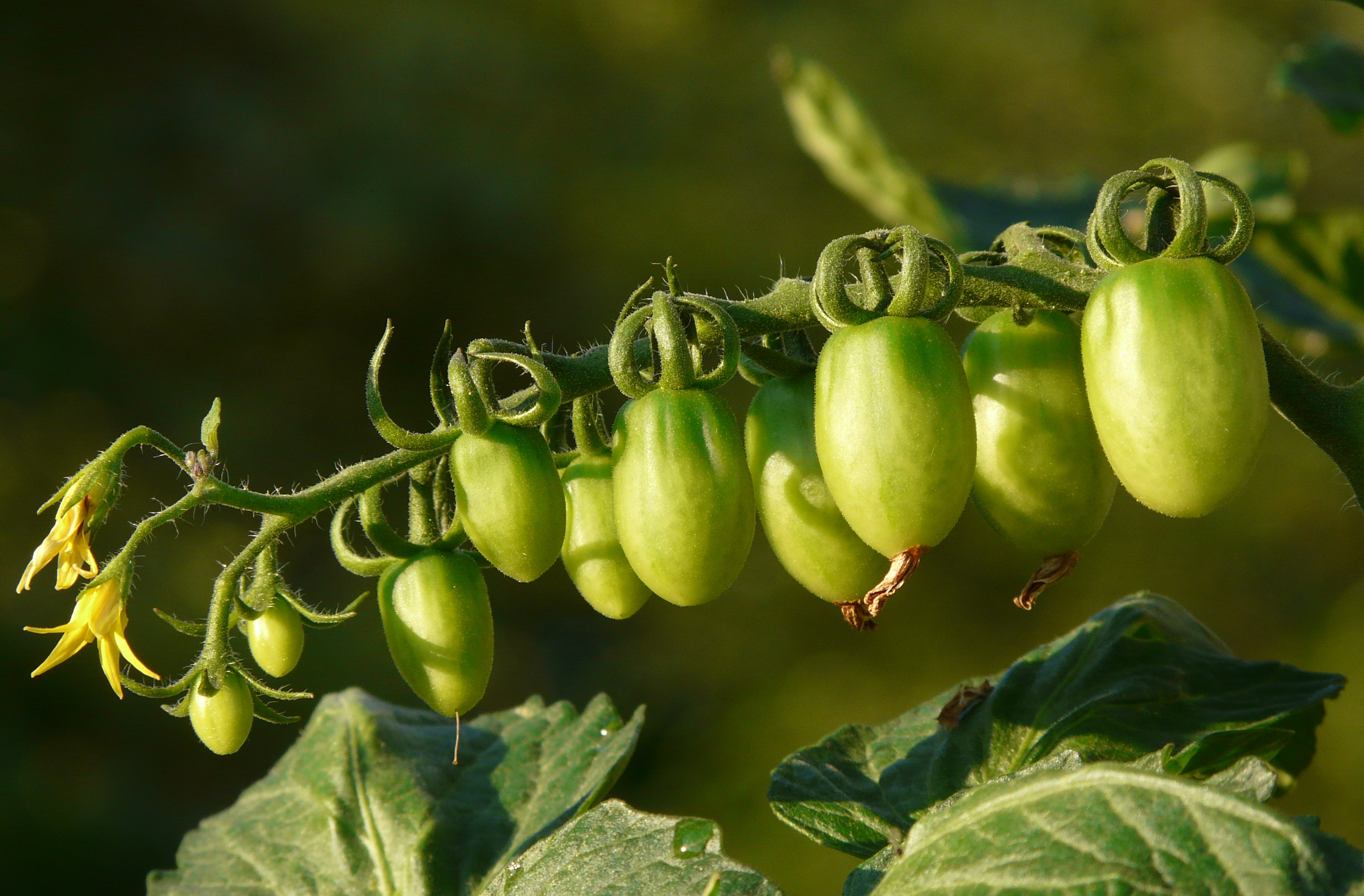
Unreife Tomaten

Die Früchte sind Beeren, messen meist 1,5 bis 2,5 cm im Durchmesser, können aber bei kultivierten Pflanzen auch bis zu 10 cm groß werden. Da die Frucht aus zwei Fruchtblättern gebildet wird, weist sie zwei Kammern mit zahlreichen Samenanlagen auf. Diese sind über ein mittig gelegenes, plazentales Gewebe verbunden. Die Anzahl der Fruchtblätter und somit der Kammern kann variieren, vor allem züchtungsbedingt. Die Fruchtform ist meist annähernd kugelförmig, andere Wuchsformen wie oval-länglich oder birnenförmig sind, ebenfalls züchtungsbedingt, auch möglich.
Die Früchte reifen aufgrund des Carotinoidgehalts und hier insbesondere durch das Lycopin zu einem kräftigen Rot, Gelb oder Dunkelorange ab, sind zunächst behaart, bei Reife aber verkahlt. Der Blütenstiel hat sich bis zur Fruchtreife auf 1 bis 3 cm Länge vergrößert, bei Sorten mit großen Früchten ist er auch oftmals verdickt. Er ist gerade oder am Gelenkpunkt in Richtung der Blütenstandsachse gebogen. Der Kelch ist an der Frucht ebenfalls vergrößert, die Kelchlappen sind etwa 0,8 bis 1 cm lang und 0,2 bis 0,25 mm breit und teilweise stark nach hinten zurückgebogen.
Die Früchte enthalten eine Vielzahl von Samen. Diese sind 2,5 bis 3,3 mm lang, 1,5 bis 2,3 mm breit und 0,5 bis 0,8 mm dick. Sie sind umgekehrt eiförmig, blass braun und mit haarähnlichen Auswüchsen der äußeren Zellen der Samenhülle besetzt. Diese sind entweder anliegend und den Samen eine samtige Oberfläche gebend oder aber zottig. Die Samen sind an der Spitze schmal (0,3–0,4 mm) beflügelt und an der Basis zugespitzt. Die Samenschalen bestehen im äußersten Zellbereich aus stark verschleimendem Zylinderepithel, das botanisch als Myxotesta bezeichnet wird. Zwischen den einzelnen Samen befindet sich ein gallertartiges Gewebe, das von der Plazenta gebildet wird.
Die Früchte zählen lebensmitteltechnisch zu den Fruchtgemüsen.

### Chromosomenzahl
Die Chromosomenzahl beträgt 2n = 24.

## Systematik
Innerhalb der Nachtschatten (Solanum) wird die Tomate in die Untergattung Solanum und innerhalb dieser in die Sektion der Tomaten (Solanum sect. Lycopersicon) eingeordnet. Innerhalb dieser Sektion bildet die Art zusammen mit Solanum pimpinellifolium, Solanum cheesmaniae und Solanum galapagense, die alle rot- bis orangefarbene Früchte ausbilden, die Lycopersion-Gruppe.
Zur Unterteilung der Art wurden vor allem seit dem 20. Jahrhundert verschiedene Ansätze verfolgt, von denen sich jedoch keiner durchsetzen konnte. Oft wurden dabei kleine, rote und gelbe Früchte als Solanum lycopersicum var. cerasiforme beziehungsweise Lycopersicon esculentum var. cerasiforme (umgangssprachlich oftmals „Kirschtomaten“) bezeichnet. Es wurde angenommen, dass diese der Wildform der Art Solanum lycopersicum entsprechen oder dieser zumindest sehr nahestehen. Wahrscheinlich handelt es sich jedoch um Züchtungen und teilweise Kreuzungen mit Wildtomaten-Arten wie Solanum pimpinellifolium. Diese und alle weiteren Varietäten innerhalb der Art werden nicht anerkannt und nur als Synonym zu Solanum lycopersicum geführt.

## Geschichte

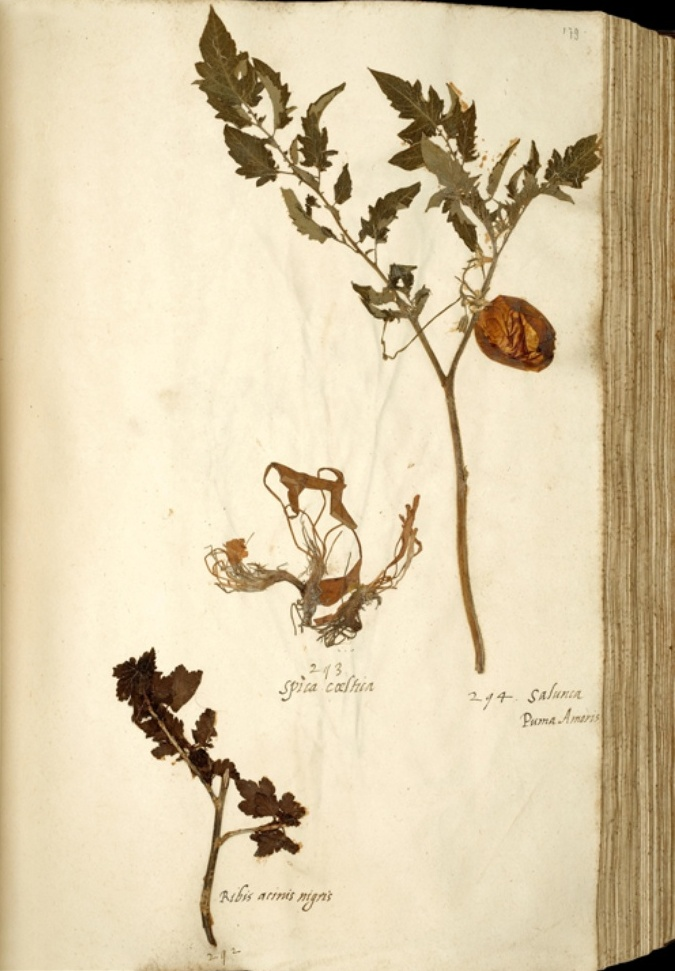
Solanum lycopersicum var. lycopersicum. Herbarbeleg für die älteste Tomate Europas, 1542–1544. Naturalis Leiden.

Das Ursprungsgebiet der Tomate ist Mittel- und Südamerika, wobei die Wildformen von Nordchile bis Venezuela verbreitet und beheimatet sind. Die ursprüngliche Domestikation der Tomate ist nicht eindeutig geklärt: Es existieren die Peruanische Hypothese und die Mexikanische Hypothese. Die größte Vielfalt der in Kultur befindlichen Formen ist in Mittelamerika zu finden. Dort wurden Tomaten von den Maya und anderen Völkern etwa 200 v. Chr. bis 700 n. Chr. als Xītomatl (Nahuatl für ‚Nabel des dicken Wassers‘) oder kurz Tomatl (‚dickes Wasser‘) kultiviert. Samen wurden bei Ausgrabungen südlich von Mexiko-Stadt in Höhlen im Tehuacán-Tal gefunden.
Die Tomate zählt in Europa aufgrund ihrer Einführung durch den Menschen zu den hemerochoren Pflanzen und aufgrund ihrer Einführung erst in der Neuzeit (vermutlich um 1500 durch Columbus) zu den Neophyten. Allerdings kann die Tomate lediglich als temporärer Neophyt bezeichnet werden, da sie in Europa nur äußerst selten und vorübergehend in der freien Natur anzutreffen ist; im Wesentlichen wird sie kultiviert.

### Geschichte der Tomate in Europa
Die ersten  Tomatenpflanzen gelangten sehr bald nach der Eroberung Mittel- und Südamerikas nach Europa. Sie wurden Anfang des 16. Jahrhunderts von dem Spanier Hernán Cortés nach der Eroberung Mexikos erstmals nach Spanien gebracht. Sie wurde in Anlehnung an ihren aztekischen Namen als „tomate“ bezeichnet.
Erste europäische Beschreibungen der Pflanze stammen aus der ersten Hälfte des 16. Jahrhunderts, vor allem aus Italien. 1544 lieferte der Italiener Pietro Andrea Mattioli als einer der Ersten eine genauere Beschreibung. Er beschrieb die Tomate als gelbe Frucht. 1554 verfeinerte er seine erste Beschreibung, er berichtete von Varietäten mit roten Früchten und nannte erstmals einen italienischen Namen für die Tomate: „pomi d’oro (Goldene Äpfel)“. Im Jahr 1586 veröffentlichte Camerarius nach dem Tod Mattiolis eine überarbeitete Auflage, die unter anderem um einen Holzschnitt einer Tomatenpflanze erweitert wurde.

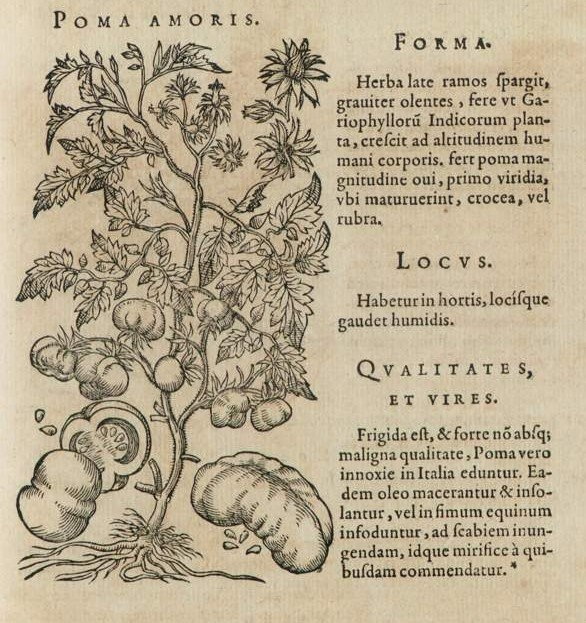
Holzschnitt eines „Goldapffel“ oder „Poma amoris“ (Mattioli und Camerarius 1586)

Spanische Besitztümer wie Sardinien oder Neapel spielten eine wichtige Rolle für die Ausbreitung der Tomate in das heutige Italien. Heimkehrende Kolonisten brachten die neuen Früchte wahrscheinlich in Form von Samen mit nach Spanien, und von dort erreichten sie Italien. Die Geschichte der Tomate in Italien begann am 31. Oktober 1548, als der toskanische Großherzog Cosimo di Medici erstmals einen Korb voll Tomaten von seinem Landgut erhielt.
Das in Leiden aufbewahrte Herbarium „En Tibi Herbarium“ von circa 1555 enthält einen Herbarbeleg für die älteste Tomate Europas. Auch die frühesten Herbarbelege von Aldrovandi und Oelinger gehen auf das 16. Jahrhundert zurück. Beide kultivierten Tomaten. Aus dem 16. Jahrhundert gibt es viele weitere Erwähnungen, unter anderem von Dodoens und Gessner. Letzterer erwähnte, dass Tomaten in Deutschland gut wachsen, früh reifen und dass die Früchte unterschiedliche Farben haben.
Im 16. und 17. Jahrhundert wurden Tomatenpflanzen als Raritäten in den Gärten der Oberschicht gepflanzt. Da sie selten waren, symbolisierten sie Wohlstand und beeindruckten Besucher. In ganz Europa wurden Tomaten vorwiegend als Zierpflanzen genutzt, da man überzeugt war, dass deren Früchte nicht essbar oder sogar giftig seien. Diese Haltung änderte sich im Laufe des 17. Jahrhunderts, als sich die Medizin weiterentwickelte.

### Geschichte der Tomate in Italien
Nach dem ersten Auftauchen der Tomate ab etwa 1548 in Italien schmückten die Tomatenpflanzen die italienischen Gärten zunächst überwiegend als Zierpflanzen, da sie aufgrund ihrer Ähnlichkeit mit anderen Nachtschattengewächsen als giftig angesehen wurden. Doch bereits die Medici waren an der Verwendung der Tomate für den Verzehr interessiert. Obwohl Mattioli schon 1544 ein Rezept für den Verzehr von Tomaten angab, wird in der Literatur daran gezweifelt, dass sie wirklich des Öfteren als Speisepflanze verwendet wurde.
Insbesondere in Italien wurde die Tomate ab dem 17. Jahrhundert immer bedeutender. Antonio Latini war ab 1658 als Koch beim spanischen Vizekönig von Neapel tätig. In dem von ihm verfassten Kochbuch fanden sich erstmals auch Rezepte mit neuweltlichen Zutaten. Die drei Gerichte, in denen die Tomate vorkam, wurden als „alla spagnola“ bezeichnet. Um 1700 begann man, die Tomate als eine Zutat für Speisen schätzen zu lernen; erneut galt Italien als Vorreiter.

### Verbreitung im übrigen Europa
Joachim Kreich, Apotheker in Torgau, gründete 1543 einen in Deutschland berühmten botanischen Garten, den die Apothekerfamilie Moser bis zur Zerstörung im Dreißigjährigen Krieg 1637 fortführte. Kreich war einer von nur vier bekannten Tomatenbesitzern im damaligen Deutschland. Da zu dieser Zeit noch kein einheitliches System zur wissenschaftlichen Benennung von Lebewesen verwendet wurde, taucht die Tomate in der damaligen Literatur unter einer Vielzahl unterschiedlicher Namen auf, unter anderem „mala peruviana“, „pomi del Peru“ (peruanischer Apfel), „poma aurea“, „pomme d’Amour“, „pomum amoris“ (Liebesapfel) oder auch zusammengesetzte Namen wie „poma amoris fructo luteo“ oder „poma amoris fructo rubro“.
Bereits früh wurde durch Botaniker die Verbindung zur Gattung Solanum festgestellt, so dass die Tomate oftmals als Solanum pomiferum bezeichnet wurde. 1694 wurde durch Joseph Pitton de Tournefort erstmals der Name Lycopersicon benutzt. Carl von Linné ordnete in seinem Werk „Species Plantarum“ die Tomate wieder der Gattung Solanum zu und beschrieb die kultivierte Tomate als Solanum lycopersicum und die wildwachsenden Tomaten als Solanum peruvianum. In der Folge wurde die Tomate von verschiedenen Autoren immer wieder entweder als eigene Gattung Lycopersicon oder als Teil der Gattung Solanum beschrieben. Aufgrund aktueller DNA-Sequenzanalysen und morphologischer Studien schreiben nahezu alle Quellen die Tomate heute der Gattung Solanum zu.
Im 17. und 18. Jahrhundert sah man die Tomate in Europa vor allem als Zierpflanze an, nur einige medizinische Anwendungen sind bekannt. Eine englische Übersetzung von Tourneforts Buch Éléments de botanique erwähnt jedoch 1719, dass die Früchte in Italien gegessen werden. Bereits Ende des 18. Jahrhunderts bezeichnete die Encyclopædia Britannica den Einsatz von Tomaten in der Küche als „alltäglich“.
Um 1900 war die Tomate auch in Deutschland als Lebensmittel bekannt und wurde überwiegend im Süden vor allem in Saucen, Suppen und Salaten verwendet.
Bei der Wiener Weltausstellung 1873 wurden Tomaten gezeigt. Um 1900 gab es die ersten Paradeiser auf den Wiener Märkten. Im großen Stil hielten sie jedoch erst nach 1945 Einzug. Im Seewinkel (Burgenland) hatten sich als Saisonarbeiter gekommene Bulgaren niedergelassen, die auch das für den Anbau notwendige Wissen mitbrachten. Aufgrund der verbreiteten Abneigung gegen Unbekanntes und der raueren klimatischen Bedingungen verbreiteten sich Tomaten in den westlichen Bundesländern Österreichs erst in den 1950er Jahren oder noch später. In manche Alpentäler kamen sie erst mit dem Bau der ersten Supermärkte.
1961 wurden weltweit rund 28 Millionen Tonnen Tomaten produziert.
In den 1990er Jahren kam mit der Flavr-Savr-Tomate die erste gentechnisch veränderte Tomate auf den Markt. Die erste Tomatensorte mit einer Open-Source-Saatgut-Lizenz wurde 2017 unter dem Namen Sunviva lanciert. Dank der Open-Source-Lizenz darf das Saatgut weiter vermehrt und für eigene Züchtungen genutzt werden, wenn diese ebenfalls unter die Lizenz gestellt werden.

## Krankheiten

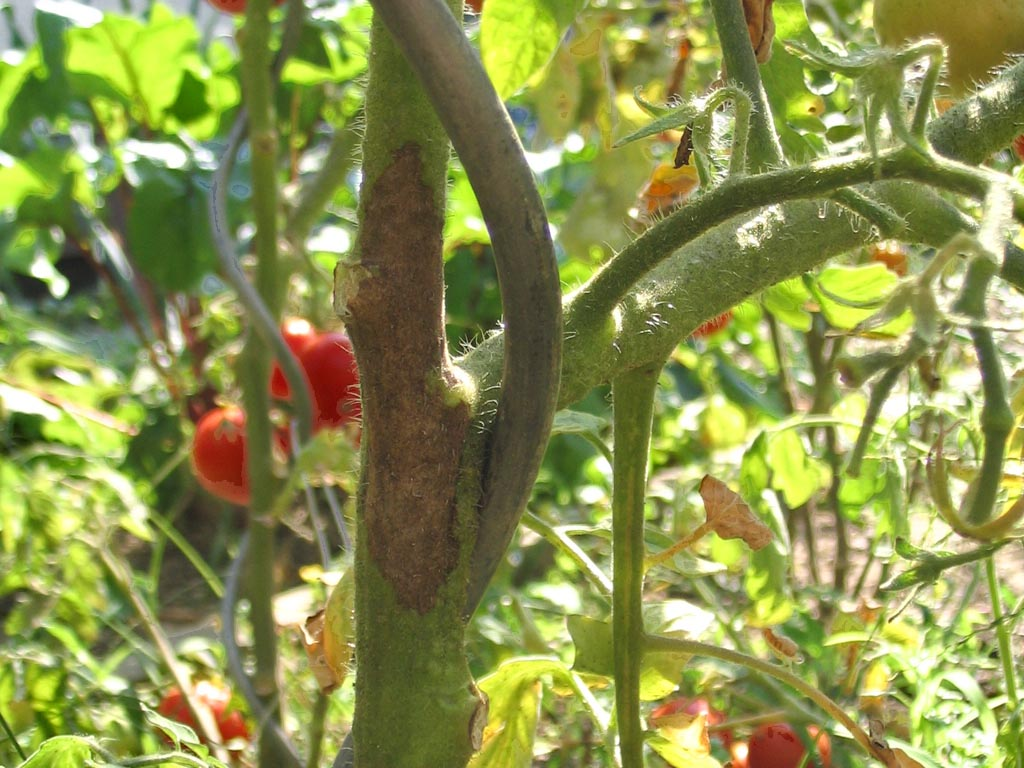
Stängelfäule

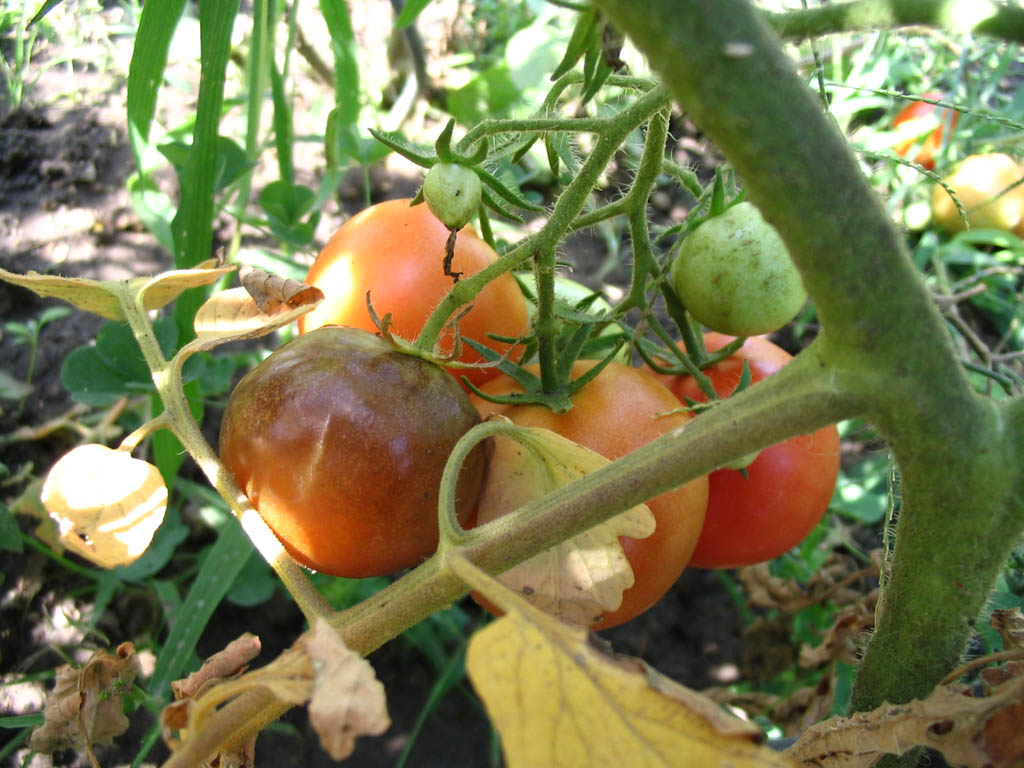
Braunfäule an der Frucht

Krankheiten und Wachstumsstörungen an Tomatenpflanzen können unterschiedliche Ursachen haben. Die wichtigsten und häufigsten sind:
Pilzbefall
durch Phytophthora infestans (Kraut- und Braunfäule), Alternaria solani (Dürrfleckenkrankheit), Stemphylium solani (Stemphylium-Blattfleckenkrankheit), Cladosporium fulvum (Samt- und Braunfleckenkrankheit), Fusarium oxysporum f. sp. lycopersici (Fusarium-Welke), Verticillium albo-atrum (Verticillium-Welke), Botrytis cinerea (Grauschimmel), Phytophthora parasitica, Alternaria tomato, Septoria lycopersici, Sclerotium rolfsii, Colletotrichum-Arten, Botryosporium-Arten, Didymella lycopersici (Didymella-Stängelfäule);
Bakterienbefall
durch Xanthomonas campestris pv. vesicatoria, Clavibacter michiganensis ssp. michiganensis;
Vireninfektionen
Nährstoffmangel und ungünstige Wachstumsbedingungen
mit verschiedenen Schadbildern, zum Beispiel Blütenendfäule (meist physiologischer Kalziummangel), Platzen der Früchte (zu schnelles Wachstum vor allem nach Stress), Microrisse;
Tierische Schädlinge
Spinnmilben, Weiße Fliegen, Blattläuse, Raupen, Thrips, Tomatenminiermotte (Tuta absoluta).

## Wirtschaftliche Bedeutung
2022 wurden laut der Ernährungs- und Landwirtschaftsorganisation FAO weltweit 186.107.972 t Tomaten geerntet.
Folgende Tabelle gibt eine Übersicht über die zehn größten Produzenten von Tomaten weltweit, die insgesamt 75,2 % der Erntemenge produzierten.
| Rang | Land                | Menge (in t) |
| ---- | ------------------- | ------------ |
| 1    | Volksrepublik China | 68.241.811   |
| 2    | Indien              | 20.694.000   |
| 3    | Türkei              | 13.000.000   |
| 4    | Vereinigte Staaten  | 10.199.753   |
| 5    | Ägypten             | 6.275.444    |
| 6    | Italien             | 6.136.380    |
| 7    | Mexiko              | 4.207.889    |
| 8    | Brasilien           | 3.809.986    |
| 9    | Nigeria             | 3.684.566    |
| 10   | Spanien             | 3.651.940    |
|      | Summe Top Ten       | 139.901.769  |
|      | restliche Länder    | 46.206.203   |

2022 wurden in Europa insgesamt 20.455.777 Tonnen geerntet. Die größten Produzenten der EU sind Italien, Spanien und Portugal. In Deutschland wurden 102.180 t, in Österreich 56.980 t und in der Schweiz 36.702 t geerntet.
Die Niederlande produzierten 2022 durch intensive Gewächshauskultur 770.000 Tonnen.

## Kultivierung

### Sorten und Zuchtziele
Weltweit gibt es mehr als 3.100 Sorten und mindestens noch einmal so viele Züchtersorten, die nie angemeldet waren und deshalb auch nie einen Namen erhalten haben. Auch die Zahl jährlich neu hinzukommender Sorten ist beträchtlich.
Bei der Selektion neuer Sorten stehen gewöhnlich folgende Zuchtziele im Vordergrund: lockerer Wuchs, hohe Resistenz oder Toleranz gegen Umwelteinflüsse, Krankheiten, Schädlinge und Viren, gute Produktivität, hoher Ertrag, schnelle Fruchtentwicklung, sicherer Fruchtansatz auch bei ungünstigen Klimabedingungen, einheitliche Sortierung, bestimmte Größe und Gewicht, Farbe und gleichmäßiger Farbton, guter Geschmack und hoher Gehalt an wichtigen Inhaltsstoffen, gute Transportfähigkeit und Fruchtfestigkeit, lange Haltbarkeit (siehe auch: Antimatschtomate), verwendungsspezifische Eignung allgemein.
Häufig sind Tomaten daraufhin gezüchtet, einen langen Transport aus Süd(west)europa zu überstehen; das geht zu Lasten anderer Eigenschaften, insbesondere des Geschmacks.

### Einteilung nach Typen
Fruchtform

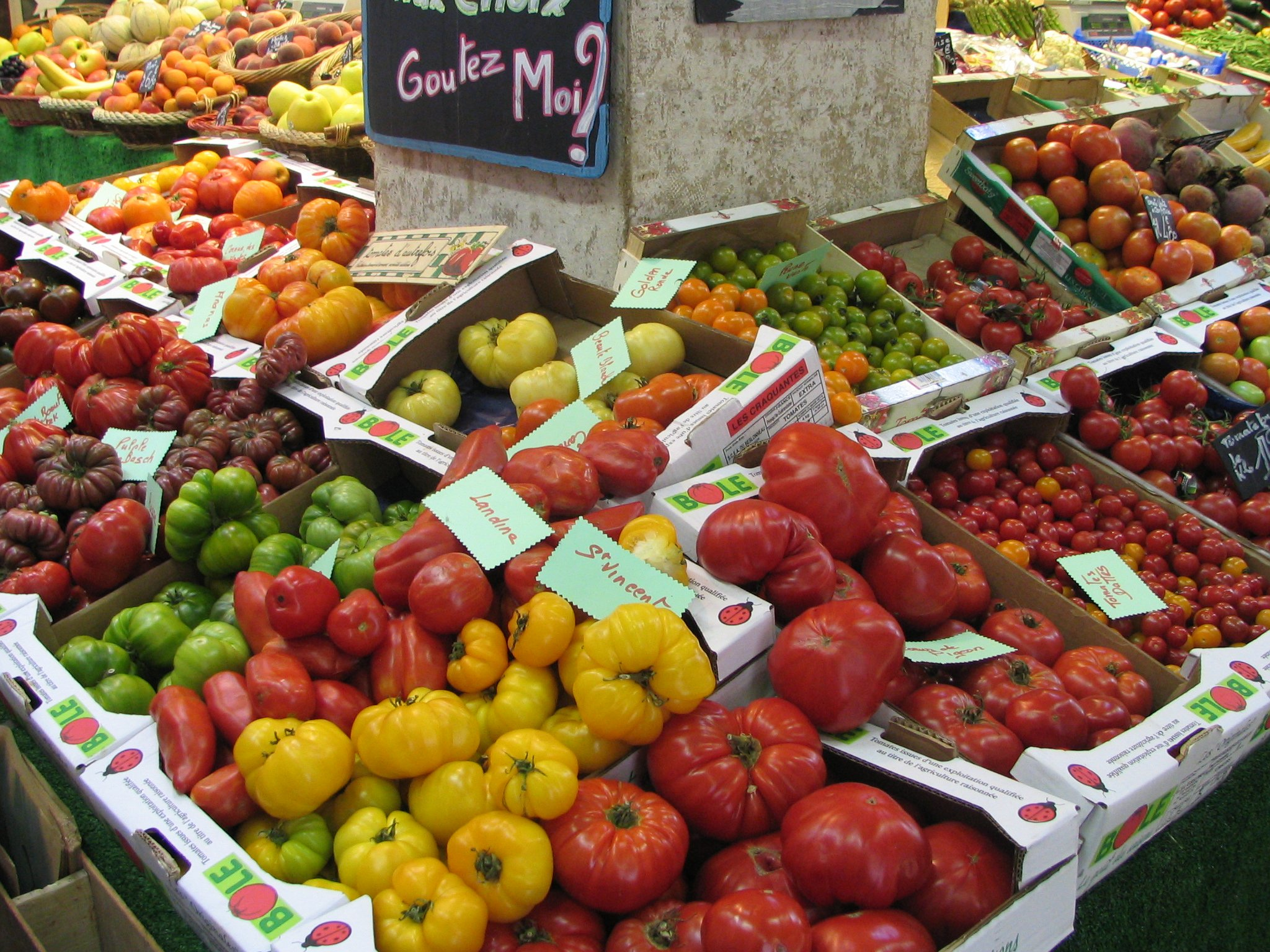
Alte Tomatensorten im Marché Beauveau, Place d’Aligre, Paris

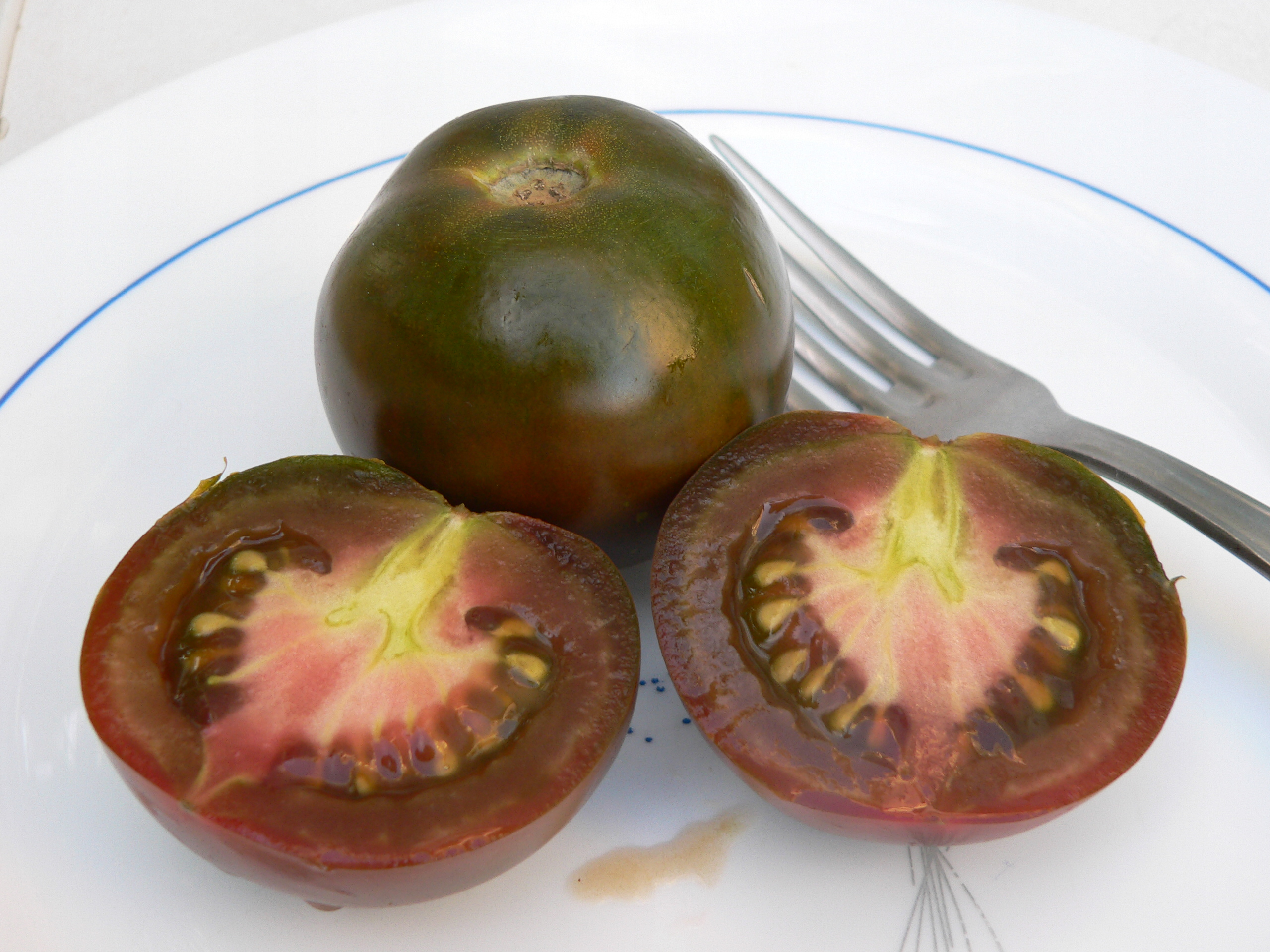
Schwarze Tomate

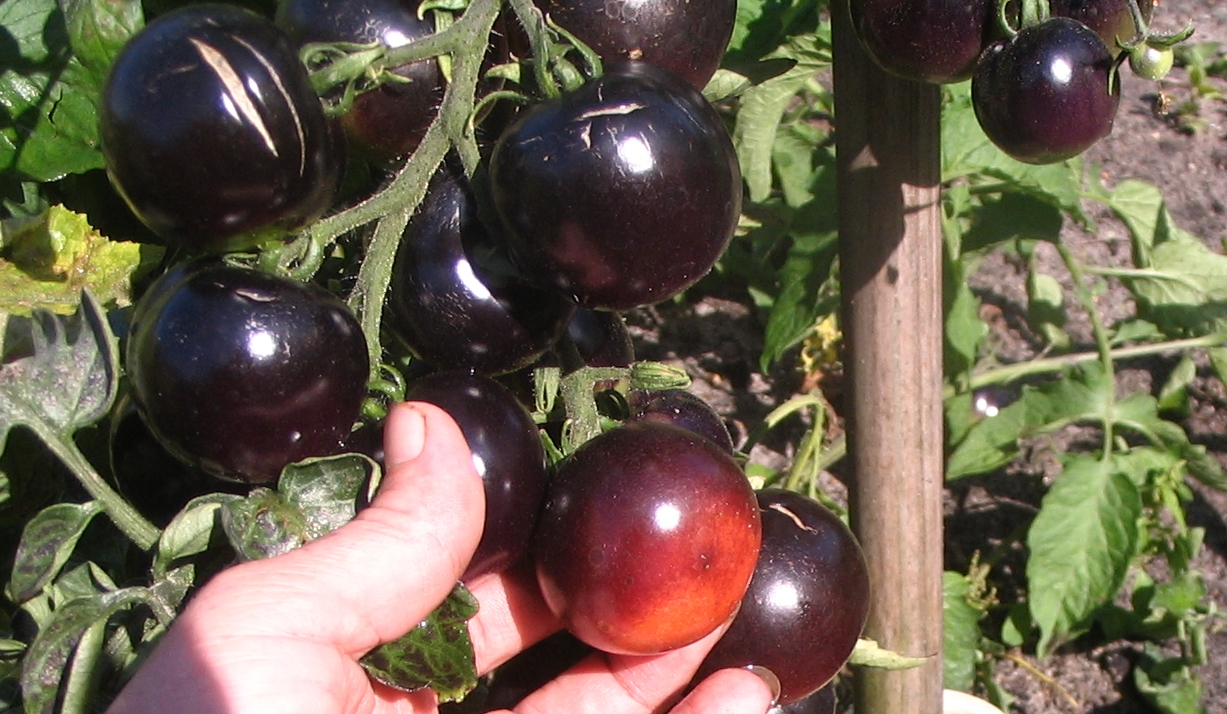
Blaue Tomate, bei Vollreife fast schwarz

rund und glatt (Normale Tomate), flachrund und glatt (meistens Fleischtomate), flachrund und faltig (cuore di bue in Norditalien), herzförmig (russische cuore di bue), oval oder pflaumenförmig (Dattel- und Eiertomate, meistens im Cherry- oder Cocktailbereich), birnenförmig (Kirschtomate), länglich (Flaschentomate, z. B. San-Marzano-Tomate und Andenhorn), aus mehreren Einzelteilen bestehend (Reisetomate).
Größe
Sie ist stark von der Zahl der Fruchtkammern (Kammern) abhängig. Kirschtomaten (2–3), normale Tomaten (3–5), cuore di bue (4–10), Fleischtomaten (3–6), San-Marzano-Tomaten, Riesentomaten (bis 1 kg).
Farbe
weiß, gelb, orange, rot, rosa, violett, grün, braun, schwarz. Aber auch gestreifte und marmorierte Tomaten sind bekannt.
Farbverteilung
unicolor (UC), bicolor (BC) meistens mit grünem Ansatz beim Stängel, getigert/gefleckt.
Wuchstyp
unbegrenzt wachsend (indeterminiert) oder begrenzt wachsend (determiniert), als Busch- oder Stabtomate (auch an Schnur) gezogen.
Reifetyp
früh-, mittel- oder spätreifend (erste rote Tomate bringend), als lose Tomaten oder Trosstomaten (Rispenparadeiser) zu ernten.
Verwendung
Zierpflanze, Hobbyanbau, Selbstpflücker, Direktverkauf und Marktfahrer, Engrosvermarktung oder Industrieverwertung, Eignung zum Dörren, Lagerbarkeit.
Ernteeignung
Maschinelle Ernte für die Industrie, lose ohne Blütenkelch, lose mit Blütenkelch, Tross/Traube/Rispe, Tross/Traube jointless (Stiel ohne Sollbruchstelle).

### Erfolgsfaktoren

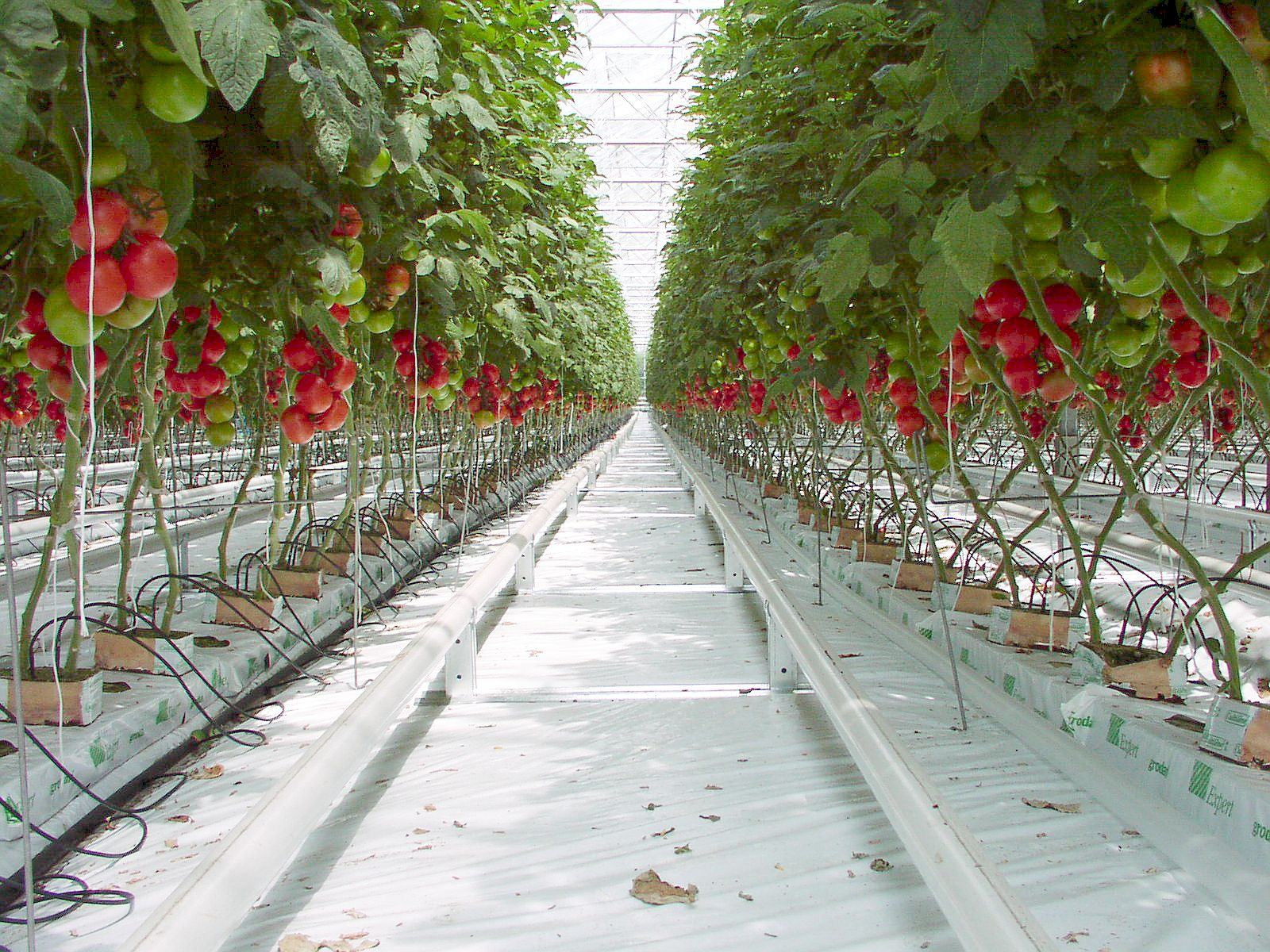
Tomaten auf Steinwolle

Damit die Tomatenkultur zu einem guten Ergebnis führt, sind folgende Faktoren zu optimieren: resistente und tolerante Sorten, ausgeglichene, kontinuierliche Nährstoffversorgung, viel Licht, ausreichend Wärme, gute Bodenstruktur bis etwa 50 cm Tiefe, bei Bodenkultur keine frische Kalkung, warme Böden (Temp. > 14 °C), möglichst frühe Ernte sowie eine gleichmäßige Bewässerung für gleichmäßiges Wachstum. Eine ungleichmäßige Bewässerung führt in Phasen mit niedrigem Wasserangebot zu einer Verhärtung der Schale, die dadurch in folgenden Phasen mit hohem Wasserangebot nicht mehr elastisch genug ist, um dem Wachstum der Frucht zu folgen. Die Folge ist ein vermehrtes Platzen der Tomaten. Neuere Forschungen haben ergeben, dass Tomaten, die mit verdünntem Meerwasser gezüchtet werden, bei geringerem Verbrauch an wertvollem Trinkwasser eine erhöhte Menge an wichtigen Nährstoffen enthalten.

### Entwicklungen im Tomatenanbau

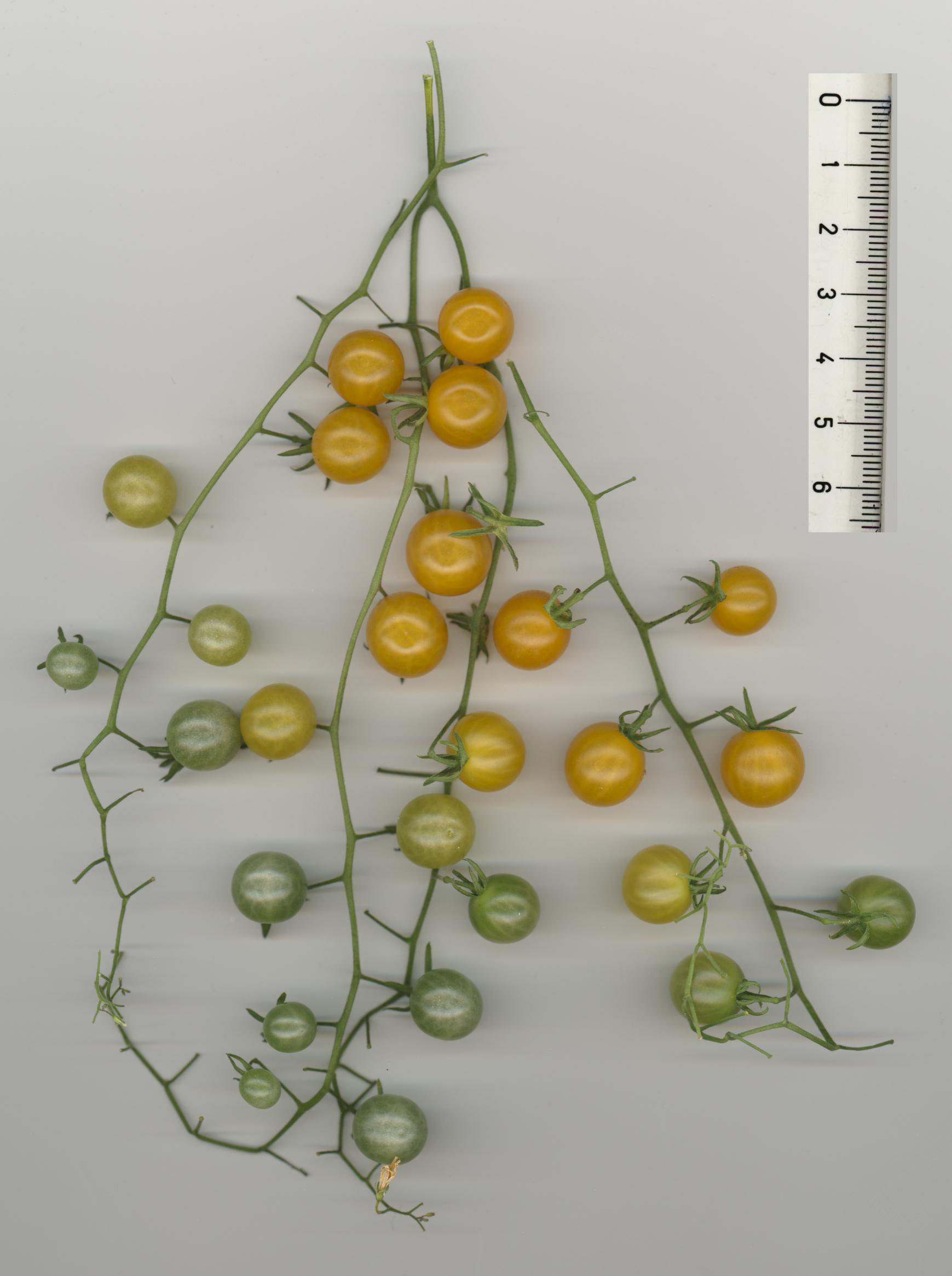
Johannisbeertomaten

In den letzten Jahren wurde, besonders im Bio-Landbau, eine Vielzahl nicht mehr bekannter altertümlicher Sorten wiederentdeckt, die aus den Anfängen der Tomatenkultur stammen. Die Tomaten werden in der Regel von Hand geerntet und erzielen Preise von über 10 Euro pro Kilogramm. Solch ein Sortiment wurde vor wenigen Jahren auch von einer großen Einzelhandelskette in der Schweiz lanciert (im Rahmen des ProSpecieRara-Programmes; 138 verschiedene Tomatensorten), auch in Deutschland sind solche Sorten unter anderem als Wilde Tomaten in Fachgeschäften erhältlich. Die alten Tomatensorten überzeugen häufig durch ihren Geschmack und gewinnen trotz des hohen Preises eine kleine Schicht von Liebhabern und Gelegenheitskäufern. Zu Beginn des 21. Jahrhunderts waren in Europa für solche „Exoten“-Gemüse allerdings nur kleine Märkte erschlossen. Sie wurden eher als Nischenprodukte für den Hobbybereich und von Direktvermarktern für Liebhaber eingeschätzt. Doch versorgt der Bio-Großhandel in Europa die angeschlossenen Fachgeschäfte auch mit größeren Chargen der etwas in Vergessenheit geratenen Formen und Züchtungen der „Paradiesäpfel“.
Der österreichische Landwirt Erich Stekovics in Frauenkirchen (Burgenland) bewahrt die Samen von 3.200 Tomatensorten auf und bietet 500 Sorten von Tomaten zum Verkauf in seinem Bauernhof an.
Weiterhin gibt es bei den Tross-Tomaten Sorten, die keine „Sollbruchstelle“ (kleine Verdickung am Fruchtstiel) mehr haben. Damit brechen einzelne Früchte nicht mehr ungewollt ab. Diese Sorten sind auch darauf hingezüchtet, dass die Frucht selbst besser am Blütenkelch hält. Daher sind solche Sorten nicht für die Einzelfruchternte geeignet. Diesen Stiel nennt man jointless.
Bei der Qualitätsverbesserung der Tomaten geht die Züchtung immer stärker auf innere und äußere Qualitäten der Frucht ein. So spielt in den USA besonders der Lycopin-Gehalt und in Europa besonders der Geschmack eine große Rolle. Letzterer wird ermittelt durch den Zuckergehalt (Brix), den Säuregehalt und durch Geschmackstests durch geschulte Geschmackstester, und bei Versuchsergebnissen angegeben. Diese Qualitätskontrollen und Züchtungstrends haben zu ertragreichen Sorten geführt, die kräftige Farben zeigen, süßer schmecken und für die Vermarktung besser geeignet sind als althergebrachte Sorten.
Eine Reihe sehr kleiner Tomaten, wie Johannisbeertomaten und Kirschtomaten, werden hauptsächlich in Kleingärten angebaut.

### Kreuzung und Veredelung mit anderen Nachtschattengewächsen

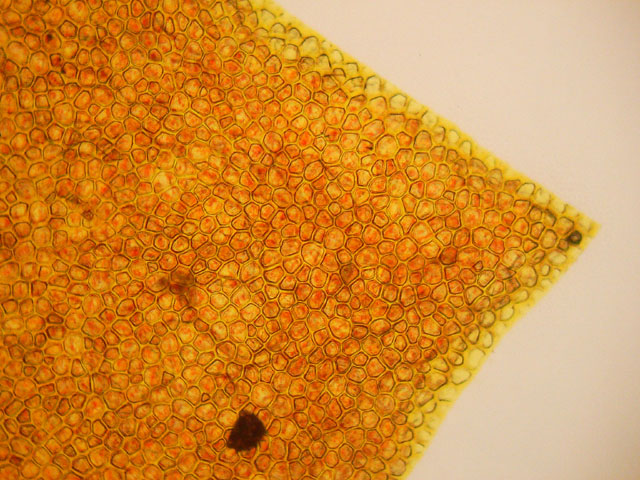
Tomate, Epidermis, 100×

In EU-Agrarversuchen wird immer wieder die Kreuzung der Tomate mit der genetisch eng verwandten Kartoffel zur sogenannten Tomoffel ausprobiert, um den Ertrag weiter zu steigern – allerdings bisher mit nur mäßigem Erfolg, da die gezüchteten Pflanzen bisher stets zu schwach waren, gleichermaßen voll energiereiche essbare Knollen und genießbare Früchte ausbilden zu können. Auch schon in früheren Jahren wurden Tomaten auf Kartoffeln veredelt, was kurzfristig recht leicht gelingt, allerdings langfristig die Pflanze auszehrt und dadurch zerstört. Diese Kombination wird wohl immer schwierig bleiben, da zur Bildung der Speicherorgane der Kartoffel, ebenso wie für große Früchte an der Tomate zur gleichen Zeit, erheblich mehr Blattmasse benötigt wird, als die Tomate hervorbringen kann. Blattwerk wird benötigt, um durch Fotosynthese genügend Kohlenhydrate einlagern zu können. Wurzelknolle und oberirdische Frucht konkurrieren. Daher ist dieser Wunsch eine nicht ganz sinnvolle Kombination, wenn beiderseits hohe Erträge erzielt werden sollen.
Von einer größeren Bedeutung ist die Nutzung von Tomaten als Veredlungsunterlage für Auberginen. Als Unterlagen werden Wildtomatenkreuzungen (Solanum lycopersicum × Solanum habrochaites) verwendet. Die meisten Veredlungen von Tomaten werden auf Tomatenunterlagen zur Verhinderung des Befalls durch Nematoden und der Korkwurzelkrankheit durchgeführt. Tomatenveredlungssets werden mittlerweile im Handel angeboten und können so auch von Hobbygärtnern erfolgreich genutzt werden.

### Hummeln als Bestäuberinsekten
Tomaten sind sogenannte Vibrationsbestäuber. Um hier einen Fruchtansatz zu erzielen, war bis in die 1980er Jahre im Treibhausanbau von Tomaten eine arbeitsintensive manuelle Bestäubung mit elektrischen Bestäubungsgeräten notwendig. Pro Hektar fielen in Europa der 1980er Jahre dafür Arbeitskosten von etwa 10.000 € an.
1985 setzte der belgische Tierarzt und Hobby-Entomologe Roland de Jonghe ein Nest Dunkler Erdhummeln in einem Treibhaus aus, in denen Tomaten heranwuchsen, und stellte dabei fest, dass sie dort sehr wirkungsvoll die Pflanzen bestäubten. Es war zwar bereits 1912 gelungen, Hummelköniginnen in Gefangenschaft so zu halten, dass sie mit dem Nestbau begannen, und in den 1970er Jahren waren die Erfahrungen mit der künstlichen Zucht und Haltung unter Gefangenschaftsbedingungen von Hummeln so weit fortgeschritten, dass man in der Lage war, bei einzelnen Hummelarten einen vollständigen Jahreszyklus zu durchlaufen. Insbesondere die Dunkle Erdhummel schien besonders einfach unter künstlichen Bedingungen aufziehbar zu sein. Erst de Jonghe erkannte jedoch die mögliche kommerzielle Bedeutung der Verwendung von Hummeln als Bestäuberpraxis, die in wenig mehr als einem Jahrzehnt die Form des Tomatenanbaus unter Glas nachhaltig veränderte. Verglichen zu Kosten für den hohen manuellen Aufwand bei der Bestäubung waren die Kosten der ebenfalls arbeitsintensiven Heranzucht von Hummeln gering. De Jonghe stellte außerdem fest, dass durch Hummeln bestäubte Pflanzen ertragreicher waren.

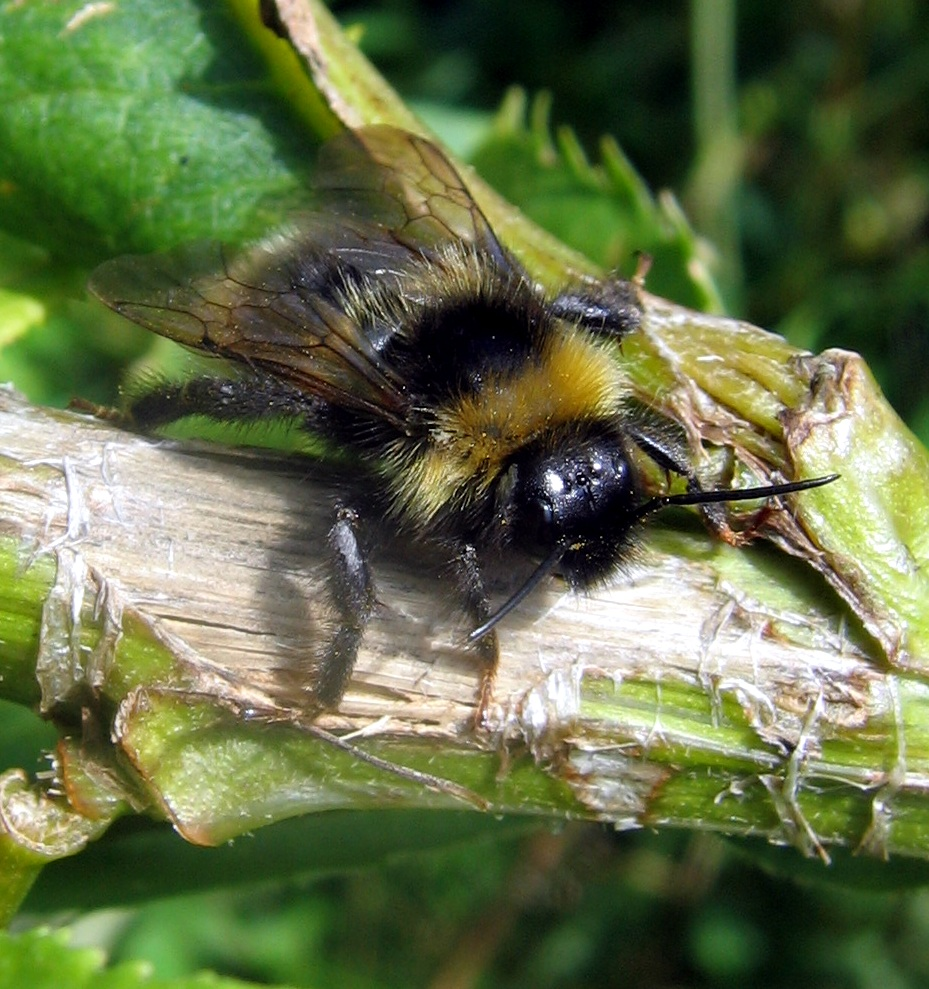
Dunkle Erdhummeln werden beim Tomatenanbau unter Glas besonders häufig eingesetzt

1987 gründete De Jonghe die Firma Biobest, die bis heute der größte kommerzielle Züchter von Hummeln ist. 1988 zog die Firma gerade genug Hummeln heran, um 40 Hektar zu bestäuben, auf denen Tomaten herangezogen wurden. Bereits 1989 begannen sie jedoch, Hummelnester nach Holland, Frankreich und Großbritannien zu exportieren. 1990 setzte man erstmals in Kanada künstlich aufgezogene Hummeln ein, ein Jahr später folgten die USA und Israel sowie wenig später Japan und Marokko. Zur Jahrtausendwende war es zum weltweiten Standard geworden, beim Anbau von Tomaten auf die Bestäubung von Hummeln zu setzen. Ausnahmen sind Länder wie Australien, wo Hummeln nicht natürlich vorkommen und wo die Gesetzgebung den Import nicht-einheimischer Tierarten strikt untersagt.
Bei der Bestäubungspraxis mit Hummeln werden in den Gewächshäusern jeweils vollständige Hummelnester eingebracht. Die europäischen Unternehmen, die in der künstlichen Hummelzucht aktiv sind, versenden jährlich mehr als eine Million Hummelnester weltweit. Zu den positiven Nebeneffekten des Einsatzes von Hummeln im landwirtschaftlichen Gemüseanbau zählt ein deutlich verringerter Insektizid- und Pestizideinsatz, da die Verwendung dieser Mittel auch die Bestäuber gefährdet. Nachteilig ist, dass es sich bei den künstlich aufgezogenen Hummeln überwiegend um Nachkommen von in der Türkei gesammelten Dunklen Erdhummeln handelt. Beim Einsatz von Hummeln in Treibhäusern ist es nahezu unvermeidlich, dass Hummeln entweichen, sich erfolgreich fortpflanzen und so die jeweilige regionale Fauna beeinflussen. Die in Großbritannien geforderte Praxis, solche importierten Nester nach dem Ende ihrer Verwendung entweder zu verbrennen oder die Hummeln zu töten, indem die Nester in Gefriertruhen gesetzt werden, wird nach den Erfahrungen des britischen Entomologen Dave Goulson dort selten umgesetzt. Wenige Gemüseanbauer haben ausreichend große Gefriertruhen und die Verbrennung der Nester, die aus Karton, Plastik und Polystyren bestehen, erzeugt lästige Abgase.
In Japan ist es gesetzlich vorgeschrieben, dass Treibhäuser, in denen Hummelnester verwendet werden, zweifache Türen und vernetzte Luken haben, um ein Entweichen von Hummeln zu verhindern. Mittlerweile gibt es jedoch in Japan verwilderte Dunkle Erdhummeln, die auf entwichene Hummeln zurückgehen. Noch gravierender sind die Erfahrungen in Südamerika: Aus chilenischen Treibhäusern entkommene Dunkle Erdhummeln verbreiten sich seit 1998 invasiv mit einer Geschwindigkeit von ca. 200 km pro Jahr über die südamerikanische Landmasse. Auf ihrem Weg verschwindet beispielsweise die heimische Hummelart Bombus dalbomii regional wenige Jahre nach der Ankunft der Dunklen Erdhummel. Mit den industriell gezüchteten Erdhummeln kam auch der einzellige Parasit Crithidia bombi auf den Kontinent. Es wird vermutet, dass die Kombination aus Hummel und Parasit die dort heimische Hummelarten mit so großer Geschwindigkeit verdrängt.

## Verwendung als Nahrungsmittel

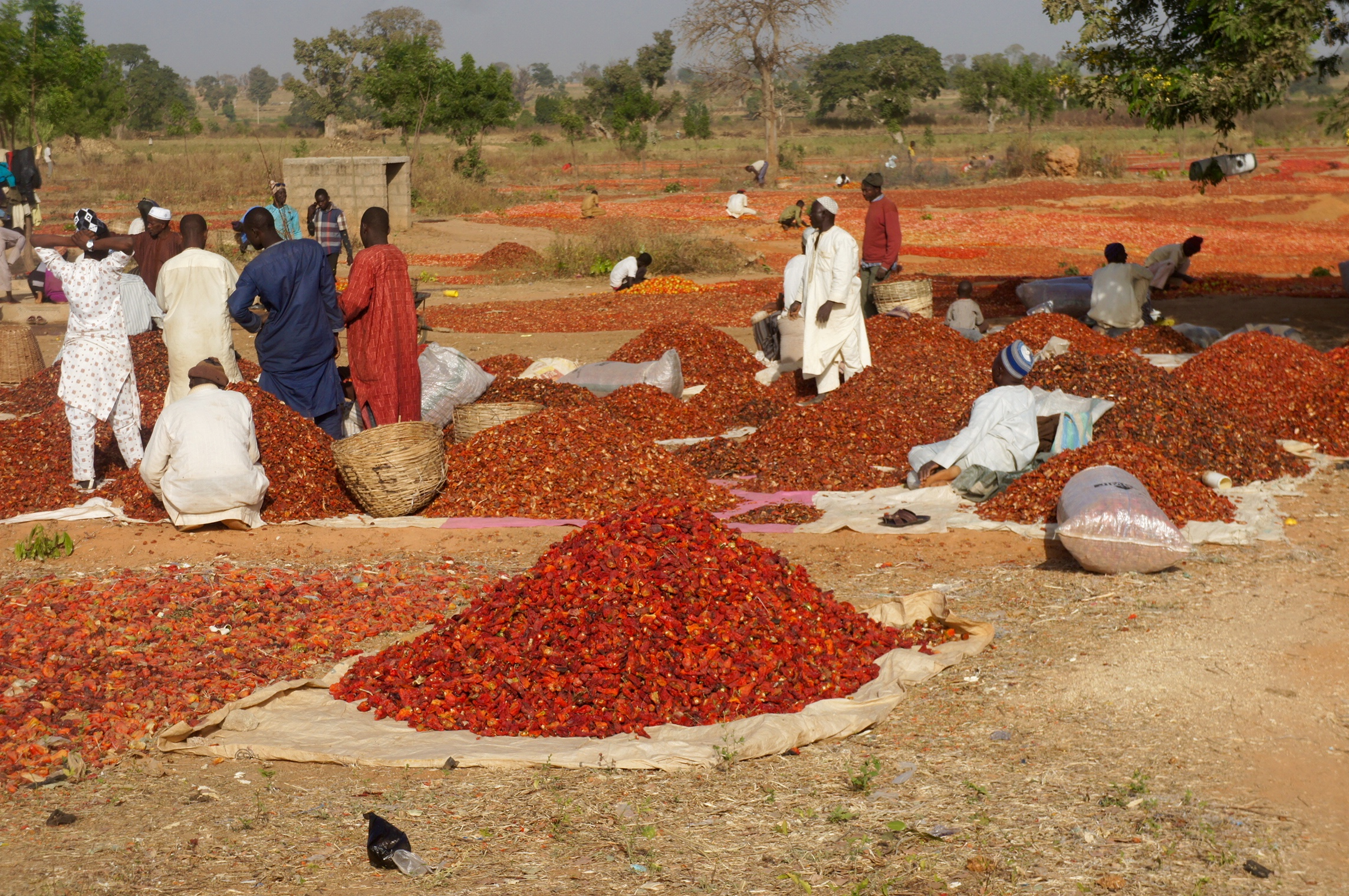
Sonnengetrocknete Tomaten in Hunkuyi, Kaduna (Nigeria).

### Inhaltsstoffe

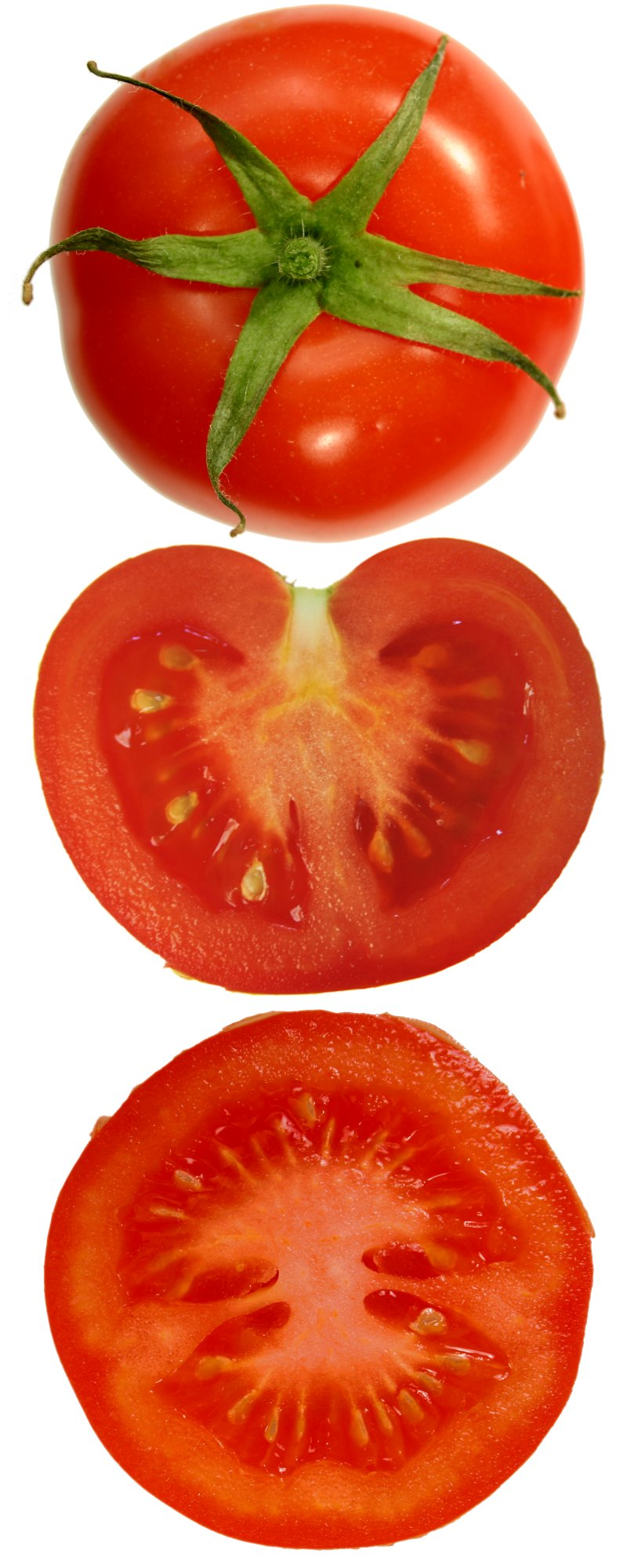
Tomate längs und quer aufgeschnitten

Hauptbestandteil der Tomate ist Wasser (etwa 95 Prozent), außerdem enthält sie Vitamin A, B1, B2, C, E, Niacin, sekundäre Pflanzenstoffe sowie Mineralstoffe, besonders Kalium und Spurenelemente. So finden sich neben den genannten Vitaminen in der Tomate Biotin, Folsäure, Thiamin, Pantothensäure; Alpha- & Beta-Carotin, Kalium, Chlorogensäure, Citronensäure, Glykoalkaloide, Glykoproteine, Lignin, Lutein, Lycopin (nur in roten Tomaten), p-Cumarsäure, 10 Spurenelemente (Chrom), vor allem Silizium; Tyramin, Zeaxanthin.
Die Schale (Tomatenhaut) enthält neben Polysacchariden und Cutin unter anderem Kohlenwasserstoffe (Höhere Alkane wie n-Nonacosan, n-Triacontan und n-Hentriacontan), Fettsäuren (Palmitin-, Stearin-, Öl-, Linol- und Linolensäure) sowie Triterpene (α- und β-Amyrin) und Sterine (β-Sitosterin, Stigmasterin). in der Tomatenhaut befinden sich besonders viele Wirkstoffe (Flavonoide).
Das Carotinoid Lycopin gibt der Tomate die rote Farbe. Der Name ist von der lateinischen Bezeichnung der Tomate Solanum lycopersicum abgeleitet. Reife Tomaten haben einen Lycopinanteil von 4 bis 5,6 mg pro 100 g Frucht. Lycopin ist ein Carotinoid, das antioxidativ wirkt und so die Immunabwehr stärken und das Risiko bestimmter Krebserkrankungen senken soll. Der Brennwert der Tomate ist mit etwa 75 kJ pro 100 g relativ gering. Aus Tomaten wird in großen Mengen Tomatenmark hergestellt, ferner Tomatensaft, Tomatenschwamm und auch Tomatenketchup.
Obwohl die Tomate ein Lebensmittel ist, sind das Kraut, der Stielansatz und der grüne Teil der Frucht durch das darin enthaltene Tomatidin schwach giftig, das heißt unbekömmlich. Der Verzehr des Krautes oder sehr unreifer Früchte kann Übelkeit und Erbrechen zur Folge haben. Es wird daher auch von einigen Quellen empfohlen, bei der Vorbereitung von Mahlzeiten grüne Teile und den Stielansatz zu entfernen.
Allerdings gibt es auch Tomatensorten, die von Natur aus außen grün sind – z. B. Green Zebra (grün gestreift auf leicht gelblichem Grund) oder Zebrino (dunkelgrün auf schwarzbraunem bzw. dunkelrotem Grund). Das soll daran liegen, dass diese Tomaten von innen nach außen reif werden und nicht, wie es von den roten Tomaten bekannt ist, von außen nach innen. Diese schwarzbraunen bis grünen Tomaten, angeblich aus einer Tomatensorte der Galápagos-Inseln gezüchtet, sollen also nicht mehr Tomatidin enthalten als die roten Tomaten.

### Lagerung
Die Lagerung der Früchte geschieht am besten bei 13 bis 18 °C und bei einer relativen Luftfeuchte von 80 bis 95 Prozent. Im Gegensatz zu Blattgemüse ist die Tomate bis zu 14 Tage haltbar. Dabei verliert sie kaum wichtige Inhaltsstoffe. Fälschlicherweise bewahren viele Verbraucher, aber auch Gemüsehändler und Einzelhandelsketten Tomaten in Kühlräumen oder im Kühlschrank auf, wo sie deutlich an Geschmack, Textur und Haltbarkeit verlieren. Ein Grund dafür ist, dass bei Temperaturen unter 12 °C Geschmacksstoffe wie Isovaleraldehyd, 2-Methyl-1-butanol oder 3-Methyl-1-butanol nicht mehr gebildet werden.
Bei zu langer Aufbewahrung wird die Haut der Tomate dünner und schrumpelig, das Fruchtfleisch fällt etwas zusammen, und im Ganzen wirkt die Frucht danach etwas matschig und fühlt sich sehr weich an. Trotzdem ist die Tomate immer noch genießbar und nicht etwa schlecht.
Tomaten soll man, wenn möglich, immer getrennt von anderem Obst und Gemüse lagern. Sie scheiden während der Lagerung Ethen aus, das den Stoffwechsel benachbarter Früchte oder Gemüse beschleunigt, so dass diese schneller reifen und in der Folge auch schneller verderben.

## Tomatensorten

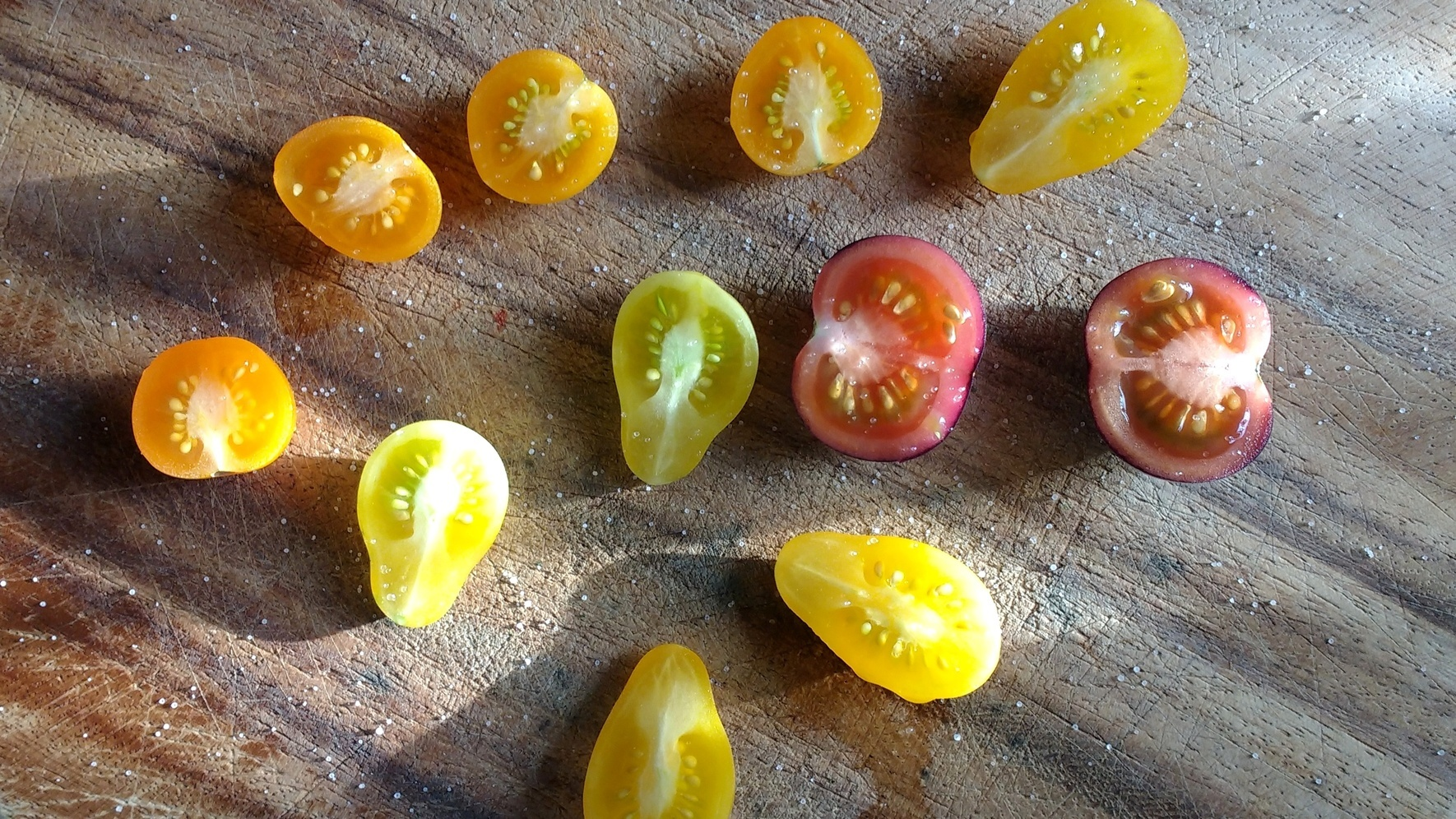
Gelbe Kirschtomate – Gelbe Dattelwein – Glossy rose blue mit Salz

Bekannte Tomatensorten sind Agro, Amati, Belriccio, Bolzano, Corazon, Corianne, Culina, Cupido, Dasher, Datteltomate, Devotion, Del-Icia, Diplom, Dolce Vita, Exxtasy, Fantasio, Fourstar, Gardenser’s delight (Stabtomate), Gezahntentomate, Green Zebra (Stabtomate), Kalimba, Kumato, Laternchen (Stabtomate), Luigi, Luxor, Maestria, Maranello, Myrto, Ochsenherz/Coeur de Boeuf, Phantasia, Philovita, Picolino, Pixel, Primabell, Quadro, Ravello, Sibirischer Finger, Sparta, Sportivo, Suso, Sunviva, Sweet Million, Timos, Timotion, Tomosa, Trilly, Tumbling Tom Red (Hängetomate), Vilma, Vanessa, Virginia, Vision, Vitella, Zebrino, Vladivostokskij (Sibirien), Gelbe von Thun und Würmli (Schweiz), Gelber Moneymaker (England), Oaxacan Jewel und Miel de Mexique (Mexiko), Black Sea Man und Malakhitovaya Shakatulka (Russland), White Rabbit (USA) und Dix Doigts de Naples (Italien).

## Sonstiges
- Gestresste Tomatenpflanzen signalisieren ihren Zustand neben Farbe, Geruch und Form auch durch Töne, die jedoch im für Menschen nicht wahrnehmbaren Ultraschallbereich liegen.[45]
- Die Tomate verfügt in Unicode im Block Verschiedene piktografische Symbole an Position U+1F345 über ein eigenes Schriftzeichen: 🍅.
- In Deutschland wurde die Tomate vom Verein zur Erhaltung der Nutzpflanzenvielfalt e. V. (VEN) zum Gemüse des Jahres 2001 gewählt.[46]
- Lange Zeit war es üblich, Tomaten mit minderer, wässriger Qualität als Suppentomaten zu verkaufen.[47]

## Filme
- Tomaten – Zurück zum guten Geschmack. Wissenssendung, Deutschland, 2021, 59:02 Min., Moderation: Dennis Wilms, Birgit Klaus, Produktion: WDR, SWR, Reihe: Planet Wissen, Erstsendung: 4. Mai 2021 bei WDR Fernsehen, Inhaltsangabe von ARD, Internet-Video aufrufbar bis zum 4. Mai 2026. (Anbau und Geschichte von Tomaten, Arbeitsbedingungen von Erntehelfern.)
- Beates bunte Tomaten. Fernseh-Reportage, Deutschland, 2018, 28:36 Min., Buch und Regie: Stephanie Wätjen, Produktion: NDR, Reihe: NaturNah, Erstsendung: 15. Mai 2018 bei NDR Fernsehen, Inhaltsangabe von ARD. Gärtnerin Beate Pieper aus Wolfenbüttel pflegt alte Tomatensorten.
- Was macht echten Tomatengeschmack aus? Wissenssendung, Deutschland, Frankreich, 2017, 26:11 Min., Buch und Regie: Bettina Oberhauser, Barbara Petermann, Claudia Lewerenz, Scott Deberry, Produktion: arte, Reihe: Xenius, Erstsendung: 21. Juni 2017 bei arte, Inhaltsangabe von ARD.
- Triumph der Tomate. Dokumentarfilm mit szenischer Dokumentation, Österreich, 2014, 45:30 Min., Buch und Regie: Maria Magdalena Koller, Produktion: MR-Film, arte, ORF, CCTV 9, Reihe: Universum, Erstsendung: 29. April 2014 bei ORF 2, Inhaltsangabe von ORF, (Memento vom 30. November 2014 im Webarchiv archive.today), Filmanfang (3:30 Min.), Filmbilder, u. a. mit Erich Stekovics, Irina Zacharias, Joe Cocker.
 Dieser Dokumentarfilm wurde 2014 mit dem Silbernen Delphin in der Kategorie „Natur, Umwelt und Ökologie“ bei den Cannes Corporate Media & TV Awards ausgezeichnet.[50]
- Rote Illusionen – Die Jagd nach der ehrlichen Tomate. Dokumentarfilm, Deutschland, 2014, 42:15 Min., Buch und Regie: Ralph Quinke, Produktion: Spiegel TV, Reihe: Wissen, Erstsendung: 6. März 2014 bei Pay-TV im Kabelnetz, Inhaltsangabe und Internet-Video von Spiegel TV, mit Christian Lohse.
- Sarah Wieners erste Wahl. Tomaten vom Vesuv. Dokumentarfilm, Deutschland, 2013, 43:20 Min., Buch: Volker Heise, Regie: David Nawrath, Produktion: zero one film, arte, ORF, Reihe: Sarah Wieners erste Wahl, Erstsendung: 30. Juni 2013 bei ORF 2, Inhaltsangabe und Rezepte von arte, (Memento vom 13. Oktober 2013 im Internet Archive).
- Tomaten zum Rotwerden. Die Sortenbewahrer. Wie ProSpecieRara in der Schweiz Tomatensorten bewahrt. Dokumentarfilm, Schweiz, 2009, 35:50 Min., Buch und Regie: Ursula Bischof Scherer, Produktion: NZZ Format, Erstsendung: 7. Juni 2009 bei VOX, Inhaltsangabe, Internet-Video von NZZ Format.
- Angriff der Killertomaten. Spielfilm, USA, 1978. Parodie auf das Science-Fiction- und Horrorfilm-Genre und gilt als einer der bisher schlechtesten Filme.[51]